# Wilhelm August Stryowski

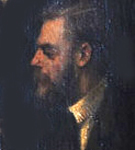
Wilhelm August Stryowski, Ausschnitt aus einem Gemälde von Otto Brausewetter, 1862

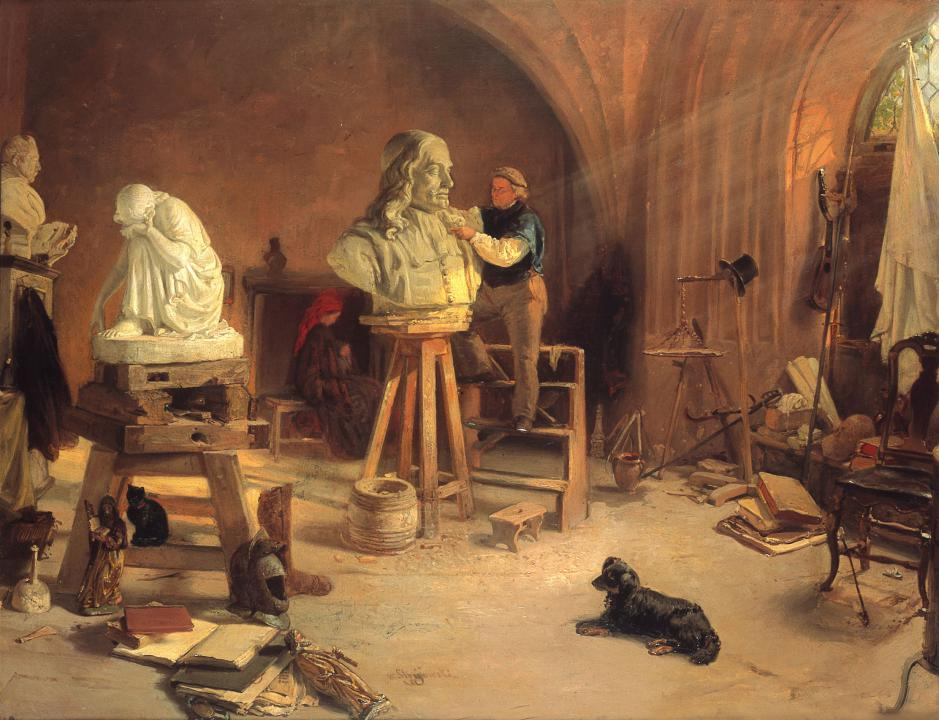
Rudolf Freitag, arbeitend an der Büste des Johannes Hevelius, 1870

Wilhelm August Stryowski (auch Stryjowski, * 23. Dezember 1834 in Danzig; † 3. Februar 1917 in Essen) war ein deutscher Maler in Danzig.
Stryowski studierte an der Danziger Kunstakademie bei Johann Karl Schultz.
Dank einem Stipendium studierte er weiter an der Kunstakademie Düsseldorf bei Friedrich Wilhelm von Schadow.
Von 1870 bis 1873 war er einer der Gründer des Danziger Stadtmuseums (heute Nationalmuseum in Danzig).
Seit 1880 betreute er die Sammlungen des Museums, und seit 1887 war er Kurator des Museums und zugleich Sekretär der Vereinigung der Freunde der Kunst. 1894 wurde er vom Kaiser zum Professoren befördert.
Stryowski besuchte in den 1860er Jahren mehrmals Galizien und malte neben konventionellen Genreszenen auch Bilder aus dem Leben polnischer Bauer.
Stryowski zeigte seine Werke in der „Gartenlaube“ sowie im Münchner Glaspalast und auf anderen Kunstausstellungen.
Seine Ehefrau Clara, geborene Baedeker, war eine Nichte von Karl Baedeker, des Herausgebers gleichnamiger Reiseführer.
Von 1873 bis 1912 lehrte er an der Danziger Kunst- und Handwerkschule. 1912 erlitt er eine Lähmung. 1913 siedelte er nach Essen zu seiner Tochter um. Er starb in Essen, wurde in seiner Heimatstadt Danzig begraben. Eine Danziger Straße wurde nach ihm benannt.

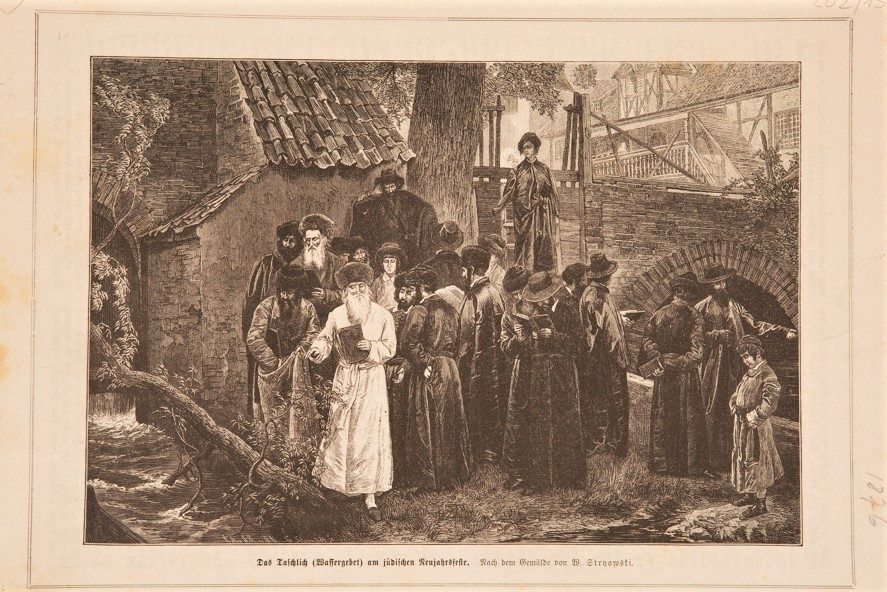
Das Taschlich, Druck (Zeitungsausschnitt) nach Gemälde von W. Stryowski, 1876, in der Sammlung des Jüdischen Museums der Schweiz.